# فرانكي بان
فرانكي بان (بالإنجليزية: Frankie Bunn)‏ هو لاعب كرة قدم بريطاني، ولد في 6 نوفمبر 1962 في برمنغهام في المملكة المتحدة. لعب مع أولدهام أثلتيك ونادي ستاليبريدج سيلتيك ونادي لوتون تاون وهال سيتي.

## وصلات خارجية
- فرانكي بان على موقع قاعدة بيانات كرة القدم.إي يو (الإنجليزية)